# Анархизам у Украјини
Анархизам у Украјини има своје корене у демократској и егалитарној организацији Запорошких козака, који су насељавали регион до 18. века. Филозофски анархизам се први пут појавио из радикалног покрета током украјинског националног препорода, проналазећи књижевни израз у делима Михаила Драгоманова, који је и сам био инспирисан слободарским социјализмом Пјера Жозефа Прудона. Ширење народњачких популистичких идеја такође је поставило основу за усвајање анархизма од стране украјинске радничке класе, чиме је запажено кружио у јеврејским заједницама Пале насеља.
До избијања Револуције 1905. године, један специфично анархистички покрет је постао истакнут у Украјини. Идеје анархо-комунизма, анархо-синдикализма и индивидуалистичког анархизма све су се укоријениле у украјинским револуционарним круговима, при чему је сам синдикализам развио изразито снажан утицај у Одеси, док су акти анархистичког тероризма од стране ћелија као што је организација Црна застава постала уобичајена. Након што је револуција угушена, украјински анархизам је почео да се реорганизује, што је кулминирало испадом након Фебруарске револуције, када се Нестор Махно вратио у земљу и почео да се организује међу сељаштвом.
Украјина је постала упориште анархизма током револуционарног периода, делујући као противтежа украјинском национализму, руском империјализму и бољшевизму. Револуционарна побуњеничка армија Украјине (РИАУ), коју је предводио Махно, формирала је анархистичку Слободну територију на југоистоку земље, са центром у бившим козачким земљама Запорожја. До 1921. године, украјински анархистички покрет је поражен од бољшевика, који су на њеном месту основали Украјинску Совјетску Социјалистичку Републику.
Анархизам је доживео кратак препород у Украјини у време Нове економске политике, али је поново поражен након успона тоталитаризма под владавином Јосифа Стаљина. Даљи изрази анархизма постојали су у кршењу совјетске украјинске историје, пре него што су се коначно поново појавили у јавној сфери након распада Совјетског Савеза. У 21. веку украјински анархистички покрет је доживео оживљавање, и сам је дошао у сукоб са крајњом десницом у успону након Евромајдана.

## Историја
На најзападнијој тачки евроазијске степе, земље данас познате као Украјина дошле су под контролу бројних номадских друштава од 5. века пре нове ере. Прво су дошли индоевропски Скити и Сармати, затим турски Хазари, Печенези и Кумани, пре досељавања Словена у регион. До 9. века нове ере, ови Словени су постали познати као Руси и формирали су лабаву федерацију кнежевина, са Кијевом као центром. Руси су претворени у православно хришћанство током следећег века, пре него што их је напала Монголско царство, што је довело до колапса власти Кијева. Док је владала Златна Хорда, северне државе под влашћу Москве постале су познате као „Русија“, док су јужне пограничне области постале познате као „Украјина“. Након пада Хорде, Украјина је постала бојно поље између конкурентских Пољског, Руског и Отоманског царства, што је довело до развоја посебне украјинске културе.
У то време, Козаци су изашли из сукоба, успоставивши се дуж обала река Дона и Дњепра, где су практиковали форму партиципативне демократије у народним скупштинама (Кругс) и бирали своје војсковође (Атамане). Док би се други Козаци на крају заклињали на лојалност једној или другој држави, Запорошки козаци у Украјини су могли да одрже своју независност. Запорожани су били састављени од широке мешавине народа, укључујући и оне који су побегли од кметства, који су као „слободни Украјинци“ држали своју земљу и били мобилисани као део Запорошке војске. Украјински козаци су се борили против Пољака, Руса и Османлија, организовани у децентрализоване пукове (полкс) и ескадроне (сотниас). Сам Запорошка Сич (слободна територија у Украјини) је био организован по демократским и егалитарним линијама, где су војни и цивилни званичници били директно бирани на једногодишњи мандат и подложни моменталном опозиву од стране скупштина, док је њена земља била равномерно распоређена међу народом.
Посвећен очувању „козачких слобода“, Стењка Разин је предводио Донске Козаке у устанку против царског самодржавља у Русији, а касније Јемељан Пугачов предводио је уралске козаке у побуни сељака против кметства, али су обе ове побуне поражене. Козачке војске су касније распуштене и уврштене у царску руску армију, у којој су постали лојални војници Руског царства, играјући виталну улогу у поразу Наполеонове инвазије 1812. и касније постајући де факто полицијске снаге у Русији. Исто тако, Запорошка Сич је разбијена и њени људи су били приморани или на кметство или у прогонство, а Украјина је дефинитивно стављена под руску царску власт. Ипак, традиција „слободоумних ратника-сељака“ је опстала, постављајући темеље за слободарски комунистички покрет у Украјини.

### Радикализам
Радикализам се проширио Украјином након рата 1812, пошто је пораст позива на укидање царске аутократије и кметства довео до оснивања Јужног друштва децембриста 1821. Украјински децембристи су били радикалнији од својих северних колега, позивајући на рушење монархије и њену замену револуционарном републиком. После смрти Александра I, Јужно друштво у Кијеву подигло је побуну против Руске империје, али је она била угушена.
Радикализам је додатно подигнут током украјинског националног препорода, пошто су Братства почела да се залажу за украјинску аутономију и замену Царства пансловенском федерацијом организованом по либерално-демократским линијама, при чему је Тарас Шевченко чак показивао револуционарна осећања. Украјински интелектуалци, инспирисани руским популизмом, почеле су да се ангажују са сељаштвом - што је довело до пораста аграрних социјалистичких тенденција у украјинским радикалним круговима.
Најистакнутија је била она у Кијеву, коју су 1859. године основали студенти народњаци лавровистичке тенденције, који су истицали образовање сељаштва и одбацивали револуционарну агитацију. Забрањена је 1863. године, али је обновила своје образовне активности 1869. године, предвођена новом генерацијом студената на челу са Володимиром Антоновичем, Павлом Чубинским и Михаилом Драгомановим. Настављајући демократско-федералистичку традицију из Декабриста и Братстава, Михаил Драгоманов је спојио елементе либералне демократије, аграрног социјализма и украјинског национализма, замишљајући да коначни циљ демократско-федералистичког покрета буде остварење анархије, инспирисано делима Пјер Жозеф Прудона. Пошто је сковао слоган „Космополитизам у идејама и циљевима, националност у тлу и облицима“, Драгоманов је одбацио сепаратизам због свог филозофског анархистичког супротстављања националним државама. Гледајући на национално ослобођење као на „неодвојиво од друштвене еманципације“, он је уместо тога подстицао интелектуалце да се концентришу на изградњу одоздо према горе облика демократије малих заједница организованих на федеративној основи.
Године 1874. кампања „Одлазак у народ“ кулминирала је тиме што су један број украјинских револуционарних анархиста (бунтара), на челу са Јаковом Стефановичем, организовао сељачку побуну у Чигирину, пре него што су их руске власти угушиле. Александар II је потом издао Емски указ којим је забрањена употреба украјинског језика, што је резултирало репресијом над интелектуалцима и Драгомановљевим бекством у Женеву, где је основао Женевски круг, прву украјинску социјалистичку организацију. Социјалистичке тенденције Драгоманова довеле су га у сукоб са умеренијим члановима интелектуалаца, као и са „шовинистичким“ и „диктаторским“ руским револуционарима, остављајући га изолованим од многих његових савременика до 1886. године. У Галицији, коју је Драгоманов због њеног конституционализма ставио у средиште украјинске националне борбе, Драгомановов ученик Иван Франко нашао се под прогоном од аустријских власти и изопћеним од стране локалних религиозних конзервативаца, због свог упорног антиклерикализма.
Ипак, 1890. године Франко је успео да оснује Украјинску радикалну странку (УРП), која се бавила низом активности укључујући сазивање народних скупштина, оснивање задруга и образовање сељаштва. Године 1895, чланови УРП-а су изабрани у галицијски парламент и аустријски парламент, до када су њени партијски конгреси почели да позивају на независност Украјине и подржали су бројне штрајкове пољопривредних радника. Драгоманова смрт те исте године убрзала је раскол у организацији, између ортодоксних радикала који су остали лојални Драгомановој платформи, млађих социјалдемократа који су гравитирали марксизму и националиста који више нису били задовољни социјалистичком линијом странке. Изгубивши последње две фракције, УРП је преузела дефинитивно аграрну социјалистичку платформу и постала друга највећа украјинска политичка партија у Галицији.

### Револуција 1905.
Украјинским Јеврејима у насељима Пале била су проширена бројна права током владавине Александра II, али након његовог убиства избио је талас погрома и нова влада Александра III применила је Мајске законе, који су прогонили Јевреје. Године 1903. штрајк у Одеси је брзо ескалирао у украјински генерални штрајк, при чему су центри тешке индустрије у Кијеву, Харкову, Николајеву и Јекатеринославу доживели масовну индустријску акцију. Министар унутрашњих послова Вјачеслав фон Плеве је одговорио на талас штрајка пропагирајући низ антисемитских и антикомунистичких теорија завере о радничком покрету, што је резултирало новим таласом погрома у Украјини. Услови живота на Палама подстакли су раст украјинског анархистичког покрета, који је посебно ојачао у јеврејским градовима, где су раднички кругови почели да се образују о низу радикалних идеја. Незадовољни постојећим социјалистичким партијама, активисти Општег јеврејског радничког савеза, Социјалистичке револуционарне партије и Револуционарне украјинске партије напустили су партијску политику због анархизма. Група анархиста из Лондона организовала је дистрибуцију анархистичке литературе, укључујући часописе на језику јидиш широм већег дела Пала, допирући чак до анархистичких група у Одеси и Нижину.
Незадовољство народа са царском аутократијом на крају је кулминирало револуцијом 1905. године, током које се велики део земље побунио против Руске империје, са општим штрајком у октобру који је успешно обезбедио грађанске слободе и устав Државне Думе. Али радници и сељаци широм земље, пошто ниједан од својих економских захтева није испуњен, наставили су да се отворено буне против власти.[21] Приликом гушења револуције у децембру избили су раднички устанци у Одеси, Харкову и Јекатеринославу, али су били неуспешни и револуција је приведена крају.
Јуда Гросман је описао успон анархистичких група у јеку револуције као да су „никле као печурке после кише“. Јеврејске анархистичке групе ницале су у многим малим градовима на Палама, док се у градовима Украјине анархистички покрет који се први пут појавио у Одеси и Јекатеринославу проширио на Кијев и Харков. У Хулиаиполеу је формирана Унија сиромашних сељака да изврши експропријацију богатих, а млади Нестор Махно се придружио групи и касније је ухапшен и затворен због убиства полицајца. Црна застава, терористичка организација инспирисана устаничким анархизмом Михаила Бакуњина, нарасла је и укључила велико чланство Руса, Украјинаца и Јевреја. У Јекатеринославу, Одеси и Севастопољу, Црна застава је организовала низ одреда који су бомбардовали зграде, убијали и пљачкали богате људе, борили се са полицијом на улицама. Чак су и трговачки бродови који су пристајали у одеској луци постали мета експропријације. На његовом суђењу, члан одеског огранка Црне заставе је објаснио њихов метод „безмотивног терора“:
Ми признајемо изоловане експропријације само да бисмо стекли новац за наша револуционарна дела. Ако добијемо новац, не убијамо особу коју експропришемо. Али то не значи да нас је он, власник имања, откупио. Не! Наћи ћемо га у разним кафићима, ресторанима, позориштима, баловима, концертима и сл. Смрт буржујима! Увек, где год да се налази, сустићи ће га анархистичка бомба или метак.
Иако су терористи унутар Црне заставе били подстакнути својим нападима у Одеси, појавила се и неслагања Комунард група која је позивала на организовање масовног устанка, а не на појединачне акте пропаганде тог дела. Анархисти у већим градовима почели су да преусмеравају своје активности на дистрибуцију пропаганде, при чему је Кијевска група анархиста-комуниста следила умеренији курс, инспирисан делима Петра Кропоткина. Инспирисани својим народњачким претходницима, анархокомунисти из Одесе, Јекатеринослава, Кијева и Чернигова „отишли су у народ“, ширећи радикалну пропаганду међу сељаштвом. Њихов летак Како сељаци успевају без власти осликавао је село које је живело без власти и расподелило средства „од сваког према могућностима, сваком према потребама“. Чланови Хлеба и слободе осудили су "разбојничке банде" Одесе, упоређујући их са италијанском мафијом и тврдећи да је њихова терористичка кампања деморалисала и дискредитовала покрет. Без обзира на то, анархо-комунисти су наставили да се залажу за пропаганду дела, чак и одобравајући „одбрамбени терор” против полиције и црностотинаца, са извештајем из Одесе штампаним у Хлебу и слободи у којем се изјављује да „само непријатељи народа могу бити непријатељи од терора!"
Поред анархо-комунизма, у украјинским градовима су се појавиле и друге анархистичке тенденције, као што су анархосиндикализам у Одеси и индивидуалистички анархизам у Кијеву. Анархосиндикалисти Одесе су се изјаснили као опозиција тадашњој терористичкој тактици, искусивши неке од њих из прве руке, уместо тога залажући се за изградњу радничких синдиката способних за радикалну индустријску акцију. Међутим, одески анархосиндикалисти су се убрзо нашли у оснивању сопствених „борбених одреда“ за експропријацију, користећи украдени новац за куповину додатног оружја и финансирање штампања и дистрибуције своје литературе, чак су основали и лабораторију за бомбе. Лидер анархо-синдикалиста Данил Новомирски је оправдао ову употребу тероризма да је деловала у корист покрета „у целини“, што је разликовао од непланираног „безмотивног терора“ Нечајевске (присилног комунизма - теорије Карла Маркса). Одески анархосиндикалисти су усвојили Француску генералну конфедерацију рада (ЦГТ) као модел за анархосиндикализам у Украјини, усредсређујући синдикате као средство за класну борбу, освајајући краткорочне добитке док се граде ка социјалној револуцији, у којој синдикати су могли и сами да приграбе средства за производњу. Попут својих западних колега, синдикалисти у Одеси су одбацили авангардизам и поставили себи задатак да се боре против социјалистичког уласка у синдикате, формирајући Револуционарни сверуски синдикат рада као сопствену верзију индустријског синдиката. Синдикат се брзо проширио широм Украјине, у једном тренутку захтевајући 5.000 чланова, стварајући синдикално присуство посебно међу фабричким радницима и радницима на пристаништу у Одеси и пекарима и кројачима у Јекатеринославу. О успону украјинског анархосиндикалистичког покрета, Јуда Гросман је приметио: „Уверен сам да Бог, ако постоји, мора да буде синдикалиста — иначе Новомирски не би имао тако велики успех.“
Анти-интелектуализам пољског револуционара Јана Вацлава Мачајског, инспирисан Бакуњиновим устаничким анархизмом, такође је оставио утисак на украјинске анархисте, а чланови Црне заставе Олга Таратута и Владимир Стрига су се организовали заједно са мачајевцима у тајном друштву познатом као Непопустљиви. Чак су и одески анархосиндикалисти били под утицајем анти-интелектуализма Мачајског, при чему су осуде социјалдемократије биле укорењене у њиховом противљењу стварању нове интелектуалне елите, изјављујући да „ослобађање радника мора бити задатак радничке класе себе“.
Упркос свим напорима синдикалиста, њихови екстремистички колеге привукли су много више пажње штампе и владе. Петар Столипин је увео мере пацификације против терористичког покрета, стављајући Руско царство у ванредно стање и ослобађајући талас казне против Црне заставе и других радикалних организација, при чему је један број милитаната извршио самоубиство након њиховог хватања. Концепт мучеништва ушао је у анархистички дух времена пошто су стотине младих анархиста погубљене у репресији, укључујући украјинску индивидуалисту Матрену Присиажниук, која је осуђена на смрт због рације у фабрици шећера, убиства свештеника и покушаја убиства полицајца. Након своје реченице, приметила је:
Ја сам анархиста-индивидуалиста [...] Мој идеал је слободан развој индивидуалне личности у најширем смислу те речи, и рушење ропства у свим његовим облицима. [...] Поносно и храбро попети ћемо се на скеле, бацајући на вас поглед пркоса. Наша смрт, као врео пламен, запалиће многа срца. Умиремо као победници. Онда напред! Наша смрт је наш тријумф!

Непоштовање суда било је уобичајено међу анархистичким оптуженима, а један терориста из Одесе, Лев Алешкер, напада судије: „Ви сами треба да седите на оптуженичкој клупи! [...] Доле сви ви! Злобни вешали! Дуго живи анархија!" У Алешкеровом последњем тестаменту, он је предвидео долазак анархистичке будућности:
Ропство, сиромаштво, слабост и незнање — вечни окови човека — биће сломљени. Човек ће бити у центру природе. Земља и њени производи служиће свима послушно. Оружје ће престати да буде мерило снаге, а злато мерило богатства; јаки ће бити они који су смели и смели у освајању природе, а богатство ће бити оно што је корисно. Такав свет се зове „Анархија“. Неће имати двораца, нема места за господаре и робове. Живот ће бити отворен за све. Свако ће узети оно што му треба — то је анархистички идеал. А када дође до тога, мушкарци ће живети мудро и добро. Масе морају да учествују у изградњи овог раја на земљи.
Пет младих анархиста изведено је пред суд за бомбашки напад на кафић Либман у Одеси, сви су осуђени на смртну казну. Један од оптужених, Мојсеј Метс, негирао је било какву кривицу, а такође је признао бомбашки напад, изјавивши пред судом да захтевају ништа мање од „коначног уништења вечног ропства и експлоатације“. Пре погубљења, Метс је изјавио: "Смрт и уништење читавом буржоаском поретку! Поздрављена револуционарна класна борба потлачених! Живео анархизам и комунизам!"
Само у Одеси је суђено 167 анархиста у јеку револуције, укључујући 12 анархосиндикалиста, 94 припадника Црног барјака, 51 симпатизера, 5 чланова Борбене организације и 5 чланова анархистичког Црвеног крста. Углавном су то били млади људи мешовитог руског, украјинског и јеврејског порекла, од којих је 28 осуђено на смртну казну, а 5 је избегло затвор. Једна од оних који су побегли била је Олга Таратута, која је побегла у Женеву и придружила се бунтарима пре него што се вратила у Јекатеринослав и придружила анархо-комунистичком „борбеном одреду“, где је поново ухапшена и овог пута осуђена на принудни рад. Владимир Ушаков је такође побегао из заробљавања у Санкт Петербургу, скривајући се у Лавову пре него што се придружио јекатеринославском борбеном одреду и експроприсао банку на Јалти. Ухваћен је на делу и одведен у затвор у Севастопољу, где је извршио самоубиство током неуспелог покушаја бекства. Лидери анархо-синдикалистичког покрета у Одеси и анархо-комунистичког покрета у Кијеву осуђени су на дуге казне принудног рада.
Масовно затварање анархистичких агитатора утицало је на сваког од њих другачије, а неки су одвојили време да се образују и пишу о својим искуствима. У затвору Бутирка, Нестор Махно је упознао Петра Аршинова, који је младог сељака образовао о анархо-комунистичким теоријама Бакуњина и Кропоткина, све до њиховог пуштања на слободу после Фебруарске револуције. Махно се потом вратио у Украјину, где је почео да организује синдикат пољопривредних радника и касније је изабран за председника Хуљајпољског совјета, из којег је наредио оружану експропријацију земље од стране сељака.
Током Првог светског рата, УРП је учествовала у оснивању Украјинских Сечевих пушкара, а после рата је сарађивала на конституисању Западноукрајинске Народне Републике, са једним бројем њених чланова који су се накнадно придружили Централном савету Украјинске Народне Републике. Федералистичка оријентација Централног савета била је делимично инспирисана платформом Драгоманова, а Драгоманов утицај је додатно инспирисао социјалисте-федералисте и социјалисте-револуционаре.

### Махновљева револуција
Избијање Фебруарске револуције донело је са собом оживљавање анархистичке активности у Украјини. За месец дана, анархо-синдикалистички кругови су организовани у фабрикама највећих индустријских градова Украјине и рудари у Донбасу су усвојили преамбулу Устава индустријских радника света. У мају 1917, усвајање радничке контроле као бољшевичке политике поздравили су многи украјински анархосиндикалисти, при чему је један прогласио да су „још од времена револуције [бољшевици] одлучно раскинули са социјалдемократијом, и да су настојали да примењују анархосиндикалистичке методе борбе.“ До тог времена, анархосиндикалисти у Донбасу су почели да одбацују традиционалне синдикате у корист новооснованих фабричких комитета, за које су сматрали да су више у складу са револуционарним синдикализмом.
У јулу су учињени покушаји да се уједини револуционарни анархистички покрет, са анархистичком конференцијом у Харкову на којој се расправљало о револуционарној улози фабричких комитета наспрам синдиката и како би могли да претворе светски рат у светску револуцију. Они су такође основали „Анархистички информативни биро“ да би организовали националну конференцију и проценили снагу покрета широм земље. Отприлике у то време се украјински револуционарни анархиста Нестор Махно вратио у своје родно Хуљајпоље, где се укључио као синдикални организатор међу локалним сељацима. До августа 1917. године, Махно је изабран за председника локалног Совјета, са позиције са које је организовао оружану сељачку групу да експропријаше велика приватна имања и да те земље равноправно расподели целом сељаштву.
Како је година одмицала, све више анархистичких политичких затвореника је пуштено из затвора и враћено из егзила, што је довело до покретања једног броја интелектуалаца. До краја 1918. године одржане су даље анархистичке конференције у Донбасу, Харкову и Јекатеринославу, што је резултирало оснивањем листа Голос Анархиста и избором Донбасског анархистичког бироа. Биро је затим организовао серију политичких предавања у Украјини, позивајући анархистичке интелектуалце као што су Јуда Гросман, Николај Рогдајев и Петар Аршинов. У то време Волин се вратио у Украјину и почео да ради за Народни комесаријат за образовање у Харкову, чак је стигао толико далеко да је одбио именовање које би га учинило украјинским комесаром за образовање.
Али након Октобарске револуције, анархистички покрет је дошао у сукоб са бољшевицима. Харковско анархистичко-комунистичко удружење описало је нову совјетску државу као „комисарократију, чир нашег времена“, због централизације власти под Саветом народних комесара, правца економије од стране Врховног совјета народне привреде и репресију над дисидентским елементима од стране Сверуске ванредне комисије. У Јекатеринославу су анархокомунисти позивали масе да збаце бољшевичку диктатуру и на њеном месту успоставе слободарско социјалистичко друштво. Левичарска опозиција бољшевицима се појачала после ратификације Брест-Литовског мира, којим је цела Украјина уступљена Централним силама.
Украјински анархисти су одговорили формирањем оружаних одреда познатих као Црна гарда, који ће предузети кампању герилског рата против освајачке Немачке империје. Наоружани анархистички контингенти брзо су се проширили по Украјини, а анархо-футуристи из Харкова су прогласили "смрт светској цивилизацији!" а анархисти у Јекатеринославу проваљују у градске затворе и ослобађају затворенике. Инспирисани ранијом оружаном борбом током Револуције 1905. године, украјински анархисти су се посветили уништавању „потенцијалних контрареволуционара“, међу којима су подједнако били и белци, бољшевици, националисти и немачки империјалисти. Партизански одреди у Симферопољу и Јекатеринославу певали су песме о надолазећој „епохи динамита“, за коју су веровали да ће донети слободарски комунизам. Украјински анархистички одреди су потом извршили талас напада и експропријације, да би на крају успоставили везе са другим подземним анархистима у Москви.
Бежећи од репресије у Петрограду и Москви, руски анархисти тражили су азил на „дивљим пољима” Украјине, где је анархистички покрет још увек био јак. До краја 1918. године, Конфедерација анархистичких организација Набат је основана у Харкову и основала огранке у свим већим градовима Украјине. Међу најистакнутијим вођама Набата били су Волин, Арон Барон и Петар Аршинов, са омладинским крилом на челу са Сењом Флешином и Марком Мратчним. На својој првој конференцији у Курску, Набат је препознао важност изградње националне анархистичке федерације на свим нивоима украјинског друштва, охрабрујући анархисте да учествују у непартијским совјетима, фабричким комитетима и сељачким саветима, Међутим, Набатов конгрес који је уследио на крају би расправљао о томе како су синдикати апсорбовали фабричке комитете и како су бољшевици преузели совјете и трансформисали их у инструменте државе.
Док је Набат био критичан према бољшевичкој диктатури, највећи део свог непријатељства је резервисао за Бели покрет, за који је сматрао да представља највећу претњу Револуцији. Пошто је Набат бојкотовао Црвену армију, због њеног ауторитарног и милитаристичког стила организације, уместо тога је позвао на формирање независне и спонтано организоване „партизанске војске“ за борбу против Белих. Позив који је прихватио сељачки вођа Нестор Махно. Када је Немачко царство извршило инвазију на Украјину, мала сељачка група Нестора Махна није била довољно јака да се бори против ње, тако да се одред распао, а сам Махно је побегао у Москву. Овде се сусрео са Петром Кропоткином и одржао интервју са Владимиром Лењином, током којег је расправљао о разликама између ауторитарног и слободарског комунизма, дајући на крају подршку бољшевика за анархисте који су кочили контрареволуционарно напредовање у Украјини. Отуђен „папирном револуцијом“ бољшевика у Москви, Махно се у јулу 1918. вратио у Хуљапоље, где је затекао село окупирано од стране аустроугарске војске и украјинских трупа хетмана Павла Скоропадског. Брзо је окупио партизански одред под црном заставом и покренуо рације како против контрареволуционарних снага тако и против локалног племства. Крећући се брзо преко степе на коњима са наоружаном тачанком, Махновци су брзо прерасли у малу војску, пошто су се претходно изоловане герилске ћелије ставиле под Махнову команду. Уз подршку сељаштва, они су били у стању да изведу муњевит рат против својих противника, користећи герилску тактику да растуре и поново групишу своје снаге када је то било потребно.
После примирја од 11. новембра 1918. године, Централне силе су се повукле из Украјине, остављајући за собом велику количину војне опреме коју су махновисти запленили. Украјинска држава, неспособна да се одржи без подршке ни централних сила ни украјинског народа, збацила је Дирекција, која је уместо ње успоставила Украјинску Народну Републику. Украјинска радикална странка се потом придружила Централном савету, чија је демократско-федералистичка оријентација делом инспирисана Драгоманововом платформом, при чему је Драгоманов утицај додатно инспирисао социјалисте-федералисте и социјалисте-револуционаре. Али украјински националисти и њихов вођа Симон Петљура брзо су постали жртве анархистичких напада, док су махновисти избацили снаге Народне Републике из Јекатеринослава у герилском нападу. Град ће касније променити власника између неколико различитих страна у сукобу.
Регион Запорожја, са Хуљајполеом у центру, трансформисан је у слободарско друштво, ослобођено било каквог политичког ауторитета. На прелазу из 1919. године махновисти су одржавали регионалне конгресе сељака, радника и устаника, на којима се расправљало о економским, политичким и војним питањима која утичу на „слободну територију“. Фокус је био посебно на питању одбране, позивајући на „добровољну мобилизацију“ људи у Устаничку војску и бирајући Регионални војно-револуционарни савет који ће надгледати избор непартијских „слободних совјета“ и успостављање анархистичких заједница. Свака комуна је имала нешто више од 100 чланова и била је организована по егалитарном принципу са узајамном помоћи као организационим принципом. Расподелу средстава општинама надгледали су регионални конгреси, који су организовали доделу стоке, пољопривредних алата и земље свакој комуни на основу њених индивидуалних способности и потреба. Махно је сам преузео власт над Устаничком војском, уводећи војну дисциплину Запорошких козака и именовавши своје кључне официре, иако су већину војних официра бирали њихови устанички одреди. Набат је, са своје стране, основао Културно-просветну комисију у циљу пружања бесплатног демократског образовања Украјинцима, инспирисан Ферер покретом. Украјински Јевреји су имали бројне важне положаје, а већина се борила у Устаничкој армији, често у специфично јеврејским одредима. Махновисти су оштро кажњавали антисемитизам, при чему је један командант побуњеника стрељан због рације у јеврејском граду, а други погубљен због истицања антисемитског постера.
Махновисти су у то време остали у добрим односима са бољшевицима. Када је глад запретила Петрограду и Москви, украјински сељаци Хуљајпоља су извозили велике количине жита у руске градове, док је самог Махна совјетска штампа прогласила „храбрим партизаном“. До марта 1919. Устаничка армија је чак била апсорбована у Црвену армију, постајући 7. украјинска совјетска дивизија, подложна наређењима Револуционарног војног савета. Украјински фронт Црвене армије, иако је командовао Владимир Антонов-Овсенко, углавном су чинили украјински сељаци на челу са атаманима Нестором Махном и Никифором Григоријевим. Сматрајући себе наследницима Запорошке војске, сељаштво је било мање привржено бољшевизму него свом ослобођењу од „свих оних које су сматрали својим тлачитељима“.
Непријатељства унутар фронта су временом расла, пошто је бољшевичко руководство развило одбојност према сељачкој бази и почело да влада у аутономији „слободних совјета“. Након што су махновисти оптужили бољшевике да монополишу револуцију, Павел Дибенко је украјинске анархисте прогласио „контрареволуционарима“ и покушао да забрани њихове конгресе, које су они ипак одржавали. Совјетска штампа се потом окренула против анархиста, проглашавајући их „кулацима“ и „бандитима“. Чека је такође покушала да убије Нестора Махна, али су два послана агента ухваћена и убијена. Када су анархисти одржали још један конгрес, овог пута чак и позивајући војнике Црвене армије, војни комесар Лав Троцки је одговорио још једном забраном и прогласио Махна за одметника. Хуљајпољов слободарски експеримент прво је напала Црвена армија, која је насилно распустила градске комуне, и поново Оружане снаге Јужне Русије Антона Дењикина, које су ликвидирале њене совјете. Пошто су сељаци све више довођени у опозицију против бољшевика, до маја 1919. и Махно и Григоријев су напустили Украјинску совјетску армију.
Када су Дењикинове снаге почеле офанзиву на Москву, махновисти су у почетку били приморани да се повуку у Западну Украјину. Али у септембру 1919. махновисти су се вратили и покренули изненадни контранапад у Уману, пресекавши Дењикинову војску са њених линија снабдевања, што га је приморало да прекине офанзиву Москве и повуче се на Крим. Махновисти су брзо заузели градове Јекатеринослав и Александровск, ослободили затворенике, прогласили слободу говора и окупљања и распустили локалне револуционарне комитете. Махновисти су истицали самоорганизовање и самоопредељење, агитујући против активиста политичких партија који су позивали на централизацију и саветујући неплаћене раднике да преузму контролу над својим радним местима и директно наплаћују муштерије. Међутим, аграрни махновисти су се нашли неспособни да разумеју или да се прилагоде сложености индустријског капитализма, и убрзо су напустили градове да би се вратили на бојно поље.
Махновисти су одлучили да бране Слободну територију и од Црвене и од Беле армије, при чему је Троцки поново прогласио Махна одметником, а махновисти су производили пропаганду како би убедили војнике Црвене армије да не дижу оружје против њих. Махновисти су повели офанзиву Црвене армије у дуготрајни герилски рат, наневши велике губитке на обе стране. Смрт је била погоршана епидемијом тифуса, која је чак погодила и Волина, што је довело до тога да су га бољшевици заробили. Али у октобру 1920. Петар Врангел је започео офанзиву са Крима, што је довело до тога да махновисти још једном потпишу примирје са бољшевицима, под условима њихове аутономије, амнестије свих анархистичких политичких затвореника и права на слободу говора. Након опоравка, Волине је пуштен и вратио се у Харков, где је наставио да ради за Набат и почео да се припрема за планирани Сверуски анархистички конгрес. У року од месец дана, бољшевици су одустали од споразума. После Врангелове евакуације са Крима, махновистичке команданте су одмах стрељали бољшевици, Хуљајпоље је потом напала Црвена армија, а чланове анархистичких организација широм Украјине ухапсила је Чека. Преостала побуњеничка армија се повукла у Румунију, а сам Махно је на крају отишао у изгнанство у Париз. Вакуум моћи у Украјини је дефинитивно попуњен успостављањем Украјинске Совјетске Социјалистичке Републике, при чему је Црвена армија преузела контролу над басеном Дњепра до краја 1921. године. Сви преостали остаци анархизма у Украјини су потиснути, многи анархисти су били затворени у Гулагу, а спроведена је Нова економска политика, трансформишући Украјинску ССР у државно-капиталистичку економију.
Након распада Украјинске Народне Републике, многи украјински националистички изгнаници доживели су нагли заокрет ка десничарској политици, а неки су чак кривили анархистичке идеје Михаила Драгоманова за украјински пораз у рату за независност. Током рата за независност. рата, антисемитски погроми су изазвали убиства десетина хиљада Јевреја, која су починиле све стране у сукобу. Али управо је Симон Петљура био тај који је у великој мери сматран одговорним за избијање насиља, због свог положаја председника Украјинске дирекције. Док је био у егзилу у Француској, Петљуру је убио украјински јеврејски анархиста Шолем Шварцбард који је после кратког суђења ослобођен по свим оптужбама.
У међувремену, прогнани анархо-комунисти почели су да имају своја неслагања у анализи револуције. Да би исправио оно што је сматрао општим стањем неорганизованости унутар анархистичког покрета, Петар Аршинов је основао организациону тенденцију платформизма, што је наишло на одобравање Нестора Махна. Волине и Моли Флешин су били међу онима који су довели до раскола синтетичке фракције око овог предлога, сматрајући да су циљеви „Платформе“ стварање анархистичке авангардне партије и успостављање државе. Аршинов је узвратио да његова Платформа није у сукобу са анархизмом, већ се заправо залаже за децентрализацију и антиауторитарне праксе. Махно је такође оптужио Волина да је био агент-провакатор за бољшевике, што је само увукло остатак прогнаног анархистичког покрета у сукоб против платформизма, а сам Александар Беркман је осудио Аршинова као бољшевика. Ова оптужба је постала стварност 1930. године, када се Аршинов вратио у Совјетски Савез и приступио Комунистичкој партији. Аршинов ће касније нестати током Велике чистке, док су Махно и Волин обоје подлегли туберкулози у свом париском изгнанству.

### Опоравак
Након завршетка глади у Поволжију, дошло је до широког разочарења у Нову економску политику (НЕП) због пораста нивоа незапослености. Штавише, Лењинова смрт, распуштање некада моћне Социјалистичке Револуционарне партије и чистка водећих академика и државних службеника отворили су вакуум моћи у украјинској политици. Током овог времена, дошло је до примећеног ублажавања репресивних мера против анархистичког покрета, што је довело до поновног оживљавања украјинског анархистичког покрета, пошто је нова генерација младих постала привучена филозофијом.
Пошто је пажња бољшевика била окренута ка њеном текућем унутрашњем сукобу између стаљинизма и троцкизма, анархисти су прогласили своју неутралност у спору, истовремено изражавајући извесне симпатије према Групи демократског централизма, која је имала бројне чланове у Украјини. Анархисти су почели отворено да критикују бољшевичку владу због њеног спровођења државног капитализма, репресије либертаријанских социјалиста и уништења совјетске демократије. У писмима из СССР-а упућеним украјинским анархистима у изгнанству забележено је оживљавање активности, при чему је анархизам стекао симпатије посебно међу Свесавезним лењинистичким савезом младих комуниста. Анархисти у Украјини остварили су контакте са организацијама у Русији, са намером да уједине обновљени покрет и на крају одрже „Свесавезни конгрес анархиста“. Чека је такође известила о порасту анархистичке активности, посебно међу добро организованим анархосиндикалистима, који су добили подршку од Међународног удружења радника (ИВА).
Такође је дошло до пораста насилних активности, при чему се наводи да су анархисти гасили позоришну јаму у Харкову, агитовали против опорезивања у руралним украјинским селима и покушали да изврше експропријацију у Полтави. У Одеси је један оружани одред од око 30 припадника извршио нападе на инфраструктуру и локалне званичнике, извршивши низ експропријација током 1923. године. Уобичајена тактика репресије Државног политичког директората показала се неефикасном против анархиста, који су се бавили легалним и тајним активностима, регрутовали бивше комунисте и организовали штрајкачке акције. Државне фабрике у градовима широм Украјине погођене су штрајковима, чак су се приближили нивоу генералног штрајка у Донбасу. Анархосиндикалисти су такође организовали незапослене, предводећи серију демонстрација незапослених у Одеси које су кулминирале демонстрантима који су упали у седиште локалне владе. Репресија која је уследила довела је до хапшења 75 анархиста, од којих је 16 пружило отпор хапшењу оружјем, и формалног распуштања Одеске анархистичке федерације, која је тајно наставила своје организационе активности. До средине 1920-их Одеса је постала уточиште страних анархиста који су бежали од угњетавања у Румунији и Бугарској. Италијански и француски анархисти су чак емигрирали у Украјину, где су основали пољопривредну комуну у близини Јалте.
До 1924. године постојале су анархистичке групе у најмање 28 украјинских градова. Само у Одеси су постојала три анархистичка радничка круга, омладинска група, издавани часопис и библиотека, а полиција је познавала стотине анархиста у граду. Анархисти су се такође организовали у оквиру независних група које су биле одвојене од анархистичког покрета, као што су есперанто клубови и масонска тела, што им је нудило тајну платформу за њихове активности. У Харкову су анархисти поново успоставили Набат конфедерацију анархистичких организација, организовали штрајкове, објављивали пропаганду и развили контакт са анархистима широм Украјине и Русије. У априлу 1924. били су подвргнути таласу рација и хапшења, али су наставили свој подземни организациони рад, чак су планирали и Свесавезни анархистички конгрес пре него што је нови талас хапшења приморао анархисте из Харкова у изгнанство. У Кијеву су анархосиндикалисти покушали да уједине украјински анархистички покрет, али су таласи хапшења настављени, што је довело до гушења анархистичких омладинских група и дисидентског синдиката грађевинских радника, као и низа тајних група у разним другим градовима Украјина. Упркос таласу хапшења који је уследио 1925. године, анархистички покрет је остао јак у Полтави, где су млади људи наставили да усвајају анархизам чак и када их је све више хапшено, затварано и прогнано.
Раст анархистичких тенденција међу украјинским студентима се наставио, са бројним омладинским групама које су се појавиле у градовима широм Украјине, што је довело до тога да званичници Комунистичке партије званично позивају на репресију омладинског анархистичког покрета. Совјетске власти су биле узнемирене растом анархистичког подземља и водећом улогом анархосиндикалиста у радничком покрету, пошто је један број „слободних синдиката“ организовао штрајкове, укључујући и рударе у Бахмуту. Полиција је даље идентификовала анархистичке ћелије познате као „петорке“, које су агитовале унутар радних колектива, студентских и незапослених радничких покрета, па чак и у самој Црвеној армији. Совјетске власти су приметиле да су подземне анархистичке групе „често биле састављене од 25 до 60 или више особа“, при чему су се неке чак развиле у масовне покрете међу украјинском радничком класом. Репресивне акције против покрета у Кијеву нису имале трајне ефекте, јер се анархистичка активност наставила, па чак и појачала, а власти су приметиле покушаје анархиста да се уједине у јединствену украјинску организацију.
Репресија је у великој мери довела до тога да је анархистички покрет гурнут даље од легалности и у тајност, пошто су казнене мере биле усмерене углавном на неколико десетина истакнутих припадника анархистичке старе гарде, док тајна полиција није могла да се инфилтрира у тајне групе. Замишљене ћелије подземних анархиста ангажованих у актима тероризма и експропријације представљале су највећу претњу совјетској влади, која се плашила избијања масовног устанка предвођеног анархистима, упркос томе што украјински анархисти тог времена углавном нису били у стању или нису хтели да се посвете терористичкој тактици. Ипак, склоност неких прогнаних анархиста у Пољској ка извођењу терористичке кампање у Русији пружила је властима доказе о наводној завери у Украјини, што је омогућило полицији да појача репресију против анархистичког покрета, користећи издавачку кућу Голос Труда као начин извлачења анархиста из скровишта. Након успона Јосифа Стаљина на власт и имплементације тоталитаризма, казнена акција против неслагања је интензивирана, што је довело до потпуног гушења украјинског анархистичког покрета до 1929. године.

### Совјетски Савез
Политичка репресија у Украјини се појачала под тоталитарном влашћу Јосифа Стаљина. Политика колективизације и декулакизације, као део првог петогодишњег плана, довела је до глади у Украјини која је колоквијално позната као Холодомор – убијање милиона људи услед гладовања. Потом је уследила репресивна кампања против украјинске интелигенције, која је кулминирала Великом чистком 1937-1938.
Током Другог светског рата, бивши махновиста Осип Цебриј је формирао Зелену гарду за вођење герилског рата против Украјинске ССР, Рајхскомесаријата Украјине и ултранационалистичке Украјинске побуњеничке армије, накратко оживљавајући анархистички покрет међу украјинским сељаштвом у Кијеву. Али је 1943. поражена од нациста и многи њени чланови су присиљени у концентрационе логоре. Нацистичку власт над Украјином су на крају поразили совјетски партизани, који су обновили совјетску власт и започели период реконструкције у земљи. После рата, УРП је формирала део украјинске владе у егзилу и удружила се са другим левичарским групама како би формирала Украјинску социјалистичку партију 1950. године.
После Стаљинове смрти, Хрушчовско одмрзавање донело је са собом период дестаљинизације, што је омогућило отворену критику Стаљинове политике. Многи украјински комунисти су посебно критиковали стаљинистичку политику русификације, уступајући место периоду украјинизације. Током стаљинистичког периода, Михаило Драгоманов је био осуђиван као „ситнобуржоаски либерал“ и „украјински националиста“, али након одмрзавања, украјински интелектуалци су почели поново да откривају Драгомановљев рад, пазећи да умањују елементе његове теорије који нису у складу са совјетском политичком ортодоксијом. Међутим, овај напредак је преокренут под администрацијом Брежњева, која се залагала за повратак совјетском национализму – наставак заустављене русификације Украјине. Студије Драгоманова су такође биле подвргнуте цензури током ере стагнације, али су се поново појавиле током 1980-их, када су студенти почели да развијају његову теорију у алтернативни облик социјализма у односу на преовлађујући марксизам-лењинизам, који је значајно нарастао. Политичка промена у Украјини, комбинована са променама које су донели гласност и перестројка, довели су до првих демократских избора у земљи, који су кулминирали Декларацијом о независности Украјине.

### Независна Украјина
Украјински анархистички покрет, који се реформисао под земљом 1970-их и значајно порастао током револуција 1989. године, коначно се поново јавно појавио у новој независној Украјини. Године 1994. у Украјини је основана Револуционарна конфедерација анархосиндикалиста (РКАС), која је до 2000. године добила 2.000 чланова. РКАС је координирао синдикате, формирао одбрамбене јединице „Црне гарде“ и оснивао радничке задруге широм земље.
Године 2011, либертаријански марксисти и анархисти, чланови синдиката студената основали су Аутономни раднички синдикат (АЦТ), са локалним огранцима у Кијеву и Харкову, између осталих градова. Када су протести на Мајдану захватили Украјину, два синдиката су учествовала у протестима, чак су заузели истакнуту улогу у Харкову. Међутим, због великог присуства крајње десних и украјинских националистичких елемената унутар протестног покрета и недостатка координације левичарских демонстраната, анархисти нису били у стању да своје идеје учине значајним делом широке платформе протеста. Неки анархисти на југоистоку Украјине дошли су у сукоб са антимајданским покретом, који се углавном састоји од руских националиста и комуниста, након што је нападнут протест на Мајдану.
Ескалација сукоба и руска инвазија на Украјину довели су до текућег рата у Донбасу, у којем се украјинска држава (уз крајње десничарску паравојну подршку) борила против снага руске државе и проруских сепаратистичких снага. Многи анархисти су били ухваћени усред сукоба, што је чак довело до распуштања Револуционарне конфедерације анархосиндикалиста са седиштем у Донбасу, која је била принуђена да настави своје операције илегално и под земљом.
Након овог периода поновног сукоба, 2015. године основан је украјински огранак Револуционарне акције, који се организује на принципима солидарности и директног деловања. Организација је одржала демонстрације испред белоруске амбасаде, организовала кампове за обуку милитантних анархиста на периферији Кијева и преузела је одговорност за нападе на неонацисте.
Дана 27. октобра 2019. побуњени анархисти извели су бомбашки напад на торањ мобилних комуникација у Пролетарском округу у Доњецку. То је наводно учињено да би се скренула пажња на тортуру коју врше снаге државне безбедности Доњецке Народне Републике.
У јеку руске инвазије на Украјину 2022. године, украјински анархисти су били међу онима који су се придружили снагама Територијалне одбране, а група која себе назива Комитет отпора основала је антиауторитарни „међународни одред“ у Кијеву. Као одговор на руску инвазију формиран је и посебан анархистички одред под називом Црна застава.